# بخش فرانکلین، شهرستان جکسون، اوهایو
بخش فرانکلین (به انگلیسی: Franklin Township) یک منطقهٔ مسکونی در ایالات متحده آمریکا است که در شهرستان جکسون، اوهایو واقع شده‌است.
 بخش فرانکلین ۹۵٫۵ کیلومتر مربع مساحت و ۲٬۱۲۹ نفر جمعیت دارد و ۲۲۹ متر بالاتر از سطح دریا واقع شده‌است.